# World Ports Classic
De World Ports Classic was een wielerwedstrijd die werd verreden tussen de Nederlandse havenstad Rotterdam en de Belgische havenstad Antwerpen. Het ene jaar startte de openingsetappe in Rotterdam en kwam aan in Antwerpen, het jaar daarop begon de eerste rit in Antwerpen. De tweede wedstrijddag reden de renners andersom.
Deze wedstrijd is tot stand gekomen omwille van de massale belangstelling die er was tijdens de openingsetappe van de Ronde van Frankrijk 2010. De eerste etappe van deze nieuwe wedstrijd volgt dan ook grotendeels het parcours van die openingsetappe. De tweede dag wordt omgereden langs de provincie Zeeland om dan via de Hoeksche Waard Rotterdam te bereiken.
Rotterdam en Antwerpen wisselen per jaar om als eerste start- of finishplaats. De route vanuit Rotterdam gaat altijd door Zeeland met als belangrijkste obstakels de wind en de kasseistrook Hogerwaardpolder. Ook de route vanuit Antwerpen door Brabant kent de wind en enkele kasseistroken als belangrijkste hindernis.
In het jaar 2012 vond de wedstrijd voor het eerst plaats onder de UCI Europe Tour in de categorie 2.1.

## Geschiedenis
In 2012 werd de eerste editie van de Word Ports Classic georganiseerd. De eerste rit van Rotterdam naar Antwerpen op vrijdag 31 augustus was er onmiddellijk eentje om nooit meer te vergeten. Door de stevige wind werd de rit van 200km in een hels tempo verreden, met een gemiddelde snelheid van 50,62km/u. Deze etappe werd gewonnen door Tom Boonen. Door het grote tijdsverschil tussen het eerste groepje en de overige renners lag het verkeer in de binnenstad van Antwerpen geruime tijd stil. Daardoor en mede door een ongeval op hetzelfde ogenblik in de Kennedytunnel ontstond er in Antwerpen een enorme verkeerschaos die urenlang aanhield. Van diverse zijden werd gepleit deze wedstrijd in de toekomst tijdens het weekend te laten plaatsvinden en niet meer tijdens de vrijdagavondspits.
De tweede etappe, terug van Antwerpen naar Rotterdam, kende Theo Bos als winnaar.
De eerste editie werd uiteindelijk gewonnen door Tom Boonen met 1 seconde voorsprong op André Greipel.

## Lijst van winnaars

### Overwinningen per land
| Aantal | Land      |
| ------ | --------- |
| 3      | België    |
| 1      | Nederland |

2012 · 
2013 ·
2014 ·
2015